# ウェストミンスター寺院
座標: 北緯51度29分58秒 西経00度07分39秒 / 北緯51.49944度 西経0.12750度
ウェストミンスター寺院（ウェストミンスターじいん、英語：Westminster Abbey）は、イギリスのロンドン・ウェストミンスターに所在する、イングランド国教会の教会。聖ペテロ修道教会。戴冠式などの王室行事が執行され、内部の壁と床には歴代の王や女王、政治家などが多数埋葬されている。墓地としてはすでに満杯状態で、新たに埋葬するスペースはなくなっている。国会議事堂（ウェストミンスター宮殿）が隣接している。
ウィリアム1世以来、エドワード5世、エドワード8世を除くすべてのイギリスの歴代王が、「エドワード懺悔王の礼拝室」で戴冠式を行っている。この部屋にはかつてスコットランドから持ち帰られた、スコットランド王権を象徴するスクーンの石が嵌めこまれた戴冠式用の玉座があったが、スクーンの石は1996年にスコットランドに返還された。
イギリス中世の大規模なゴシック建築でもある。11世紀にエドワード懺悔王が建設し、1066年以降、英国国王の戴冠式が行われている。1245年、ヘンリー3世により、フランスの建築家を招き、フランスのゴシック建築にならって改装を始めた。14世紀末までにおおよそ完成するが、墓所の増築や西側正面部分、塔など20世紀に至るまで長期間にわたり、時代によってさまざまな様式で増改築されている。
1987年、ユネスコの世界遺産（文化遺産）に登録された。
ウェストミンスター修道院とも呼ばれる。

## 埋葬されている著名人
13世紀～18世紀のイギリスの王は、リチャード3世ら数人を除き、ほぼこの寺院に埋葬されている。エリザベス1世やスコットランド女王のメアリー・スチュアートも含まれる。

### 身廊
- アイザック・ニュートン - 自然哲学者
- アーネスト・ラザフォード - 物理学者「原子物理学の父」
- ウィリアム・トムソン - 物理学者
- クレメント・アトリー - 政治家、首相
- ジェームズ・クラーク・マクスウェル - 物理学者
- ジョージ・グラハム - 時計師
- ジョゼフ・ジョン・トムソン - 物理学者
- スティーヴン・ホーキング - 物理学者[2]
- チャールズ・ダーウィン - 自然科学者
- チャールズ・ライエル - 地質学者
- デイヴィッド・リヴィングストン - 探検家、宣教師
- ベン・ジョンソン - 詩人
- 無名戦士 - 第一次世界大戦の身元不明の戦死者
- ロバート・スチーブンソン - 技術者

### 北翼廊
- ウィリアム・グラッドストン - 政治家、首相
- 小ピット - 政治家、首相
- 大ピット - 政治家、首相
- ウィリアム・ウィルバーフォース - 政治家

### 南翼廊
「詩人のコーナー」と呼ばれているが、これは詩人が多く埋葬されていることによる。ただ詩人ではない著名人も埋葬されている。
- エイブラハム・カウリー - 詩人
- エドマンド・スペンサー - 詩人
- アルフレッド・テニスン - 詩人
- ウィリアム・コングリーヴ - 劇作家
- ゲオルク・フリードリヒ・ヘンデル - 作曲家
- サミュエル・ジョンソン - 文学者
- ジェフリー・チョーサー - 詩人
- ジョン・ゲイ - 詩人
- ジョン・ドライデン - 詩人、文芸評論家、劇作家
- ジョン・メイスフィールド - 詩人、作家
- チャールズ・ディケンズ - 小説家
- トーマス・ハーディ - 作家、詩人
- トーマス・パー - 152歳まで生きたとされる男性
- トーマス・マコーリー - 詩人、歴史家
- ラドヤード・キップリング - 児童文学者、詩人
- リチャード・ブリンズリー・シェリダン - 劇作家
- ローレンス・オリヴィエ - 俳優、映画監督
- ロバート・アダム - 建築家
- ロバート・ブラウニング - 詩人

| 1 | 身廊(NAVE)                                   |
| 2 | 聖歌隊席(QUIRE)                              |
| 3 | 主祭壇(SACRARIUM)                            |
| 4 | ヘンリ7世聖母礼拝堂(HENRY VII'S LADY CHAPEL) |

| 5 | 南翼廊(POET'S CORNER:詩人のコーナー) |
| 6 | 回廊中庭(CLOISTER GARTH)             |
| 7 | チャプターハウス(CHAPTER HOUSE)      |
| 8 | カレッジガーデン(COLLEGE GARDEN)     |

| 1 | 身廊(NAVE)                                   |
| 2 | 聖歌隊席(QUIRE)                              |
| 3 | 主祭壇(SACRARIUM)                            |
| 4 | ヘンリ7世聖母礼拝堂(HENRY VII'S LADY CHAPEL) |

| 5 | 南翼廊(POET'S CORNER:詩人のコーナー) |
| 6 | 回廊中庭(CLOISTER GARTH)             |
| 7 | チャプターハウス(CHAPTER HOUSE)      |
| 8 | カレッジガーデン(COLLEGE GARDEN)     |

## 世界遺産
ウェストミンスター宮殿や聖マーガレット教会とともに登録されている。

### 登録基準
この世界遺産は世界遺産登録基準のうち、以下の条件を満たし、登録された（以下の基準は世界遺産センター公表の登録基準からの翻訳、引用である）。
- (1) 人類の創造的才能を表現する傑作。
- (2) ある期間を通じてまたはある文化圏において、建築、技術、記念碑的芸術、都市計画、景観デザインの発展に関し、人類の価値の重要な交流を示すもの。
- (4) 人類の歴史上重要な時代を例証する建築様式、建築物群、技術の集積または景観の優れた例。

## ギャラリー

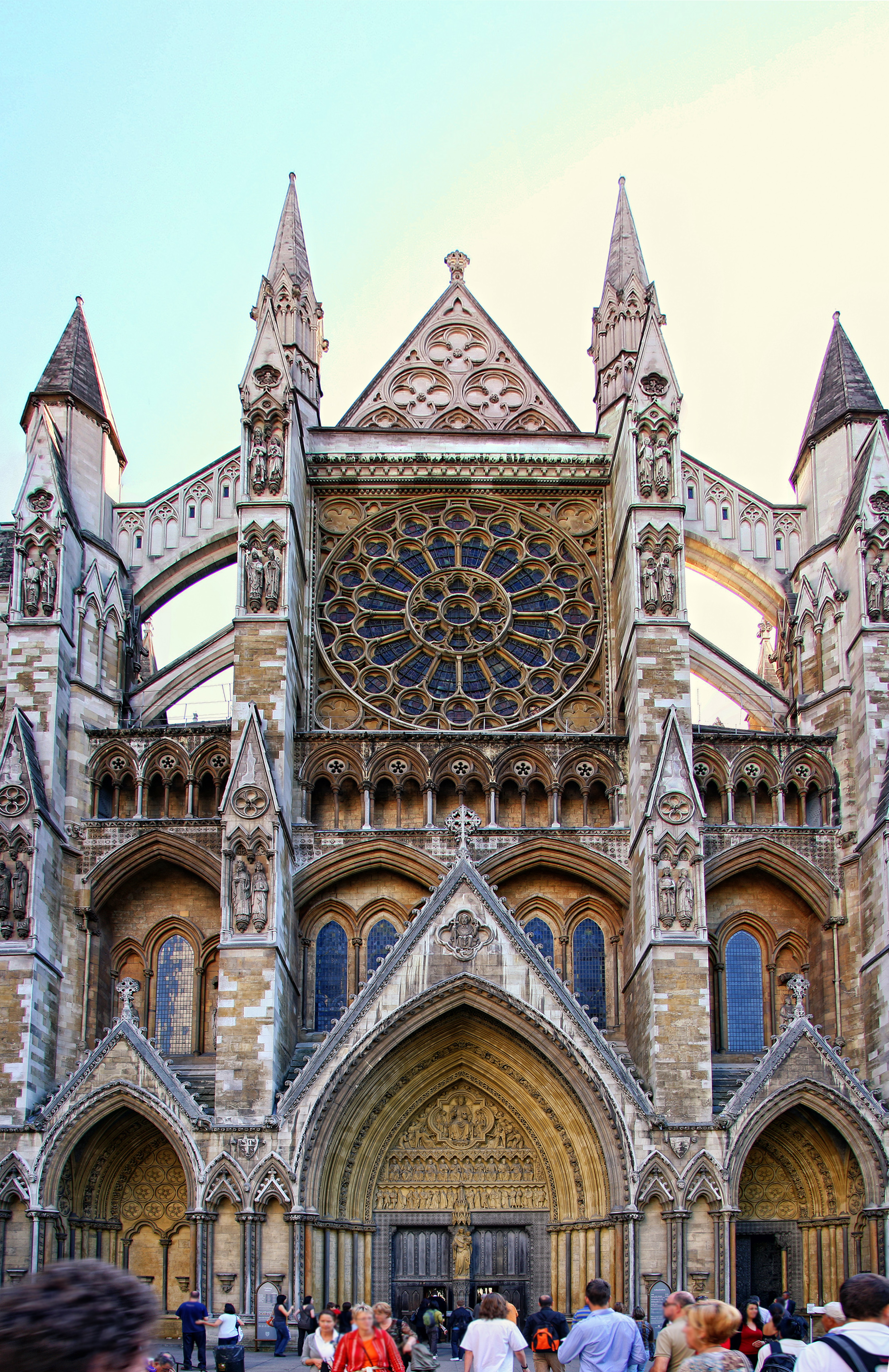
北側の翼廊
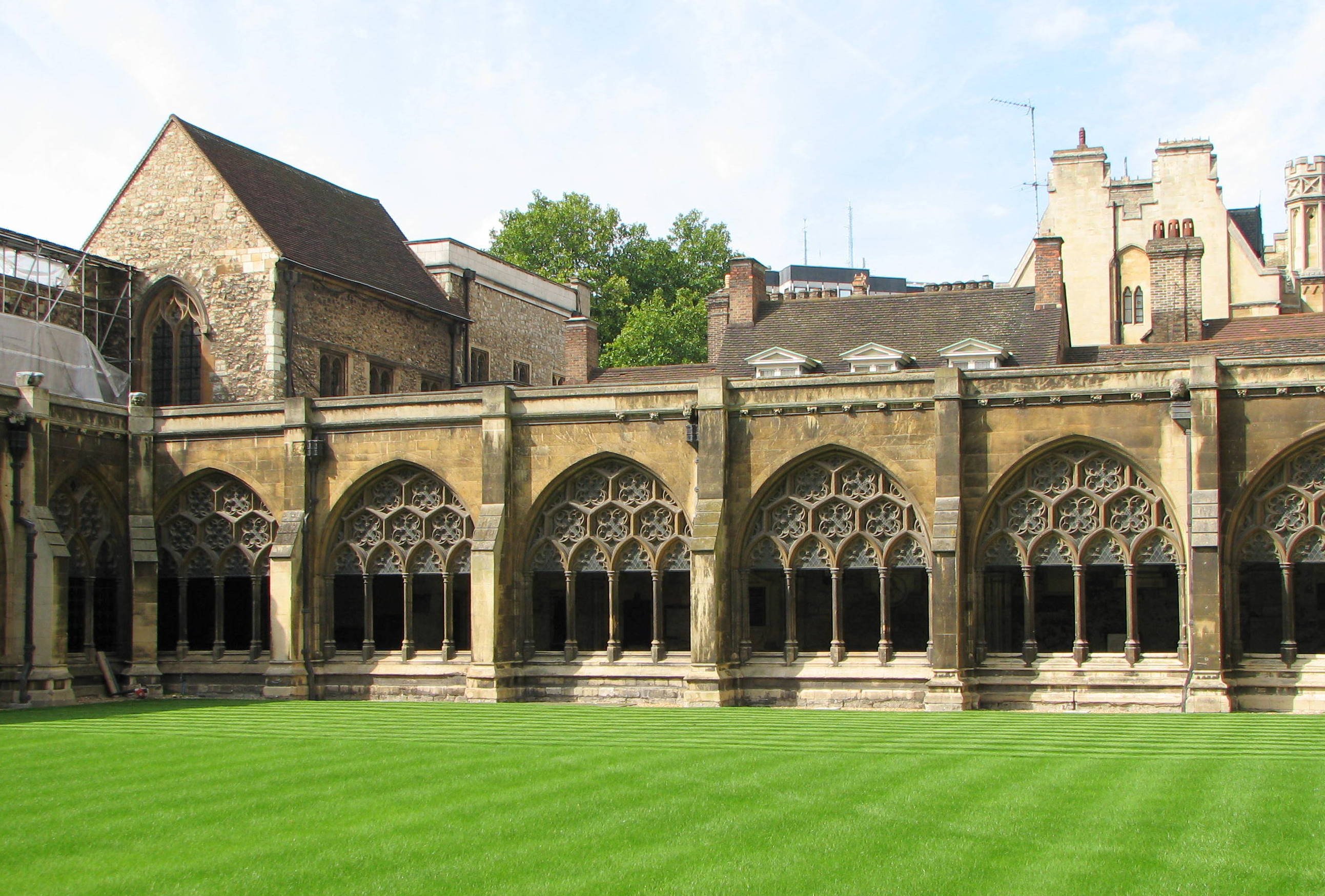
中庭
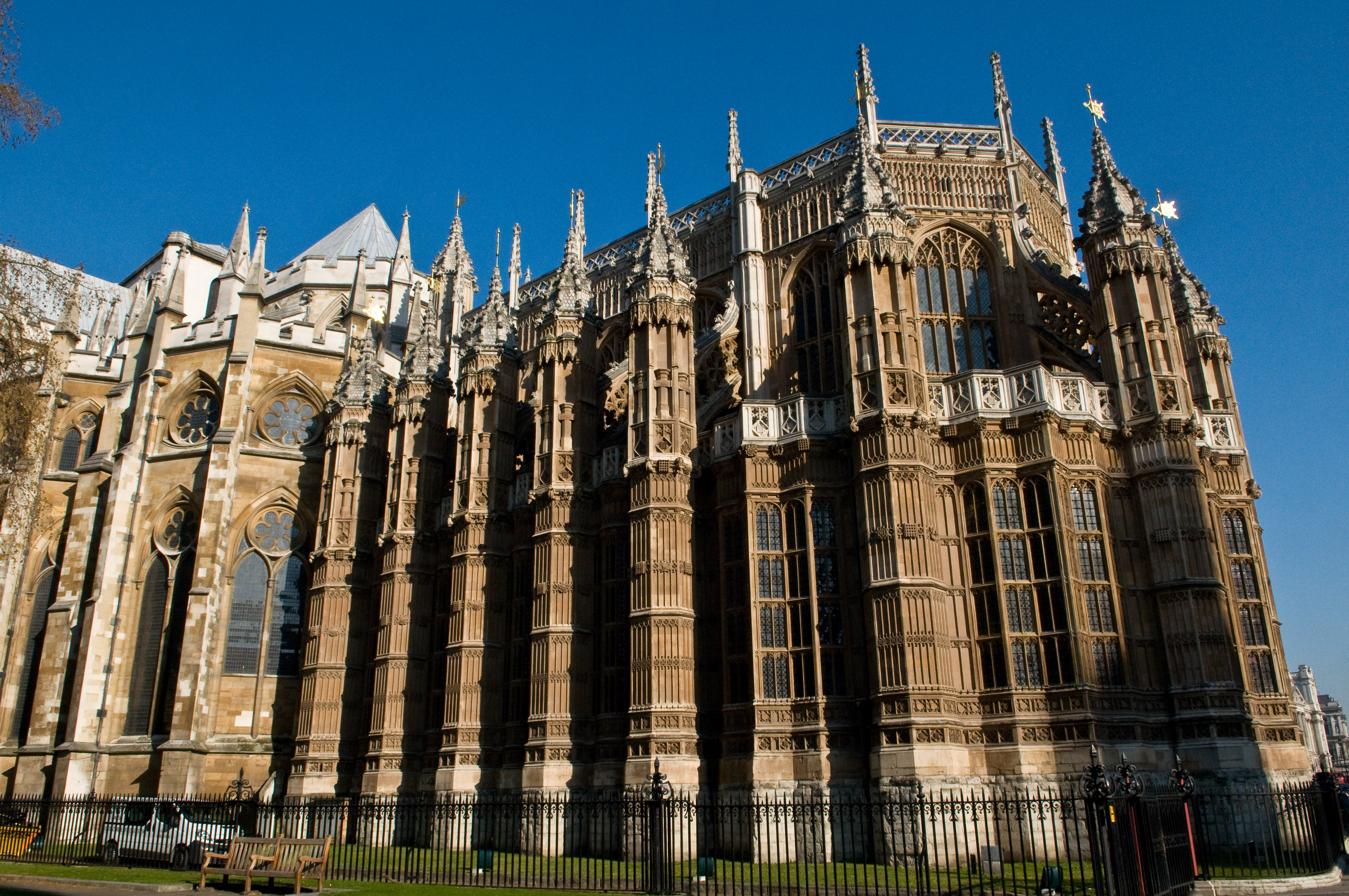
ヘンリー7世記念聖母礼拝堂
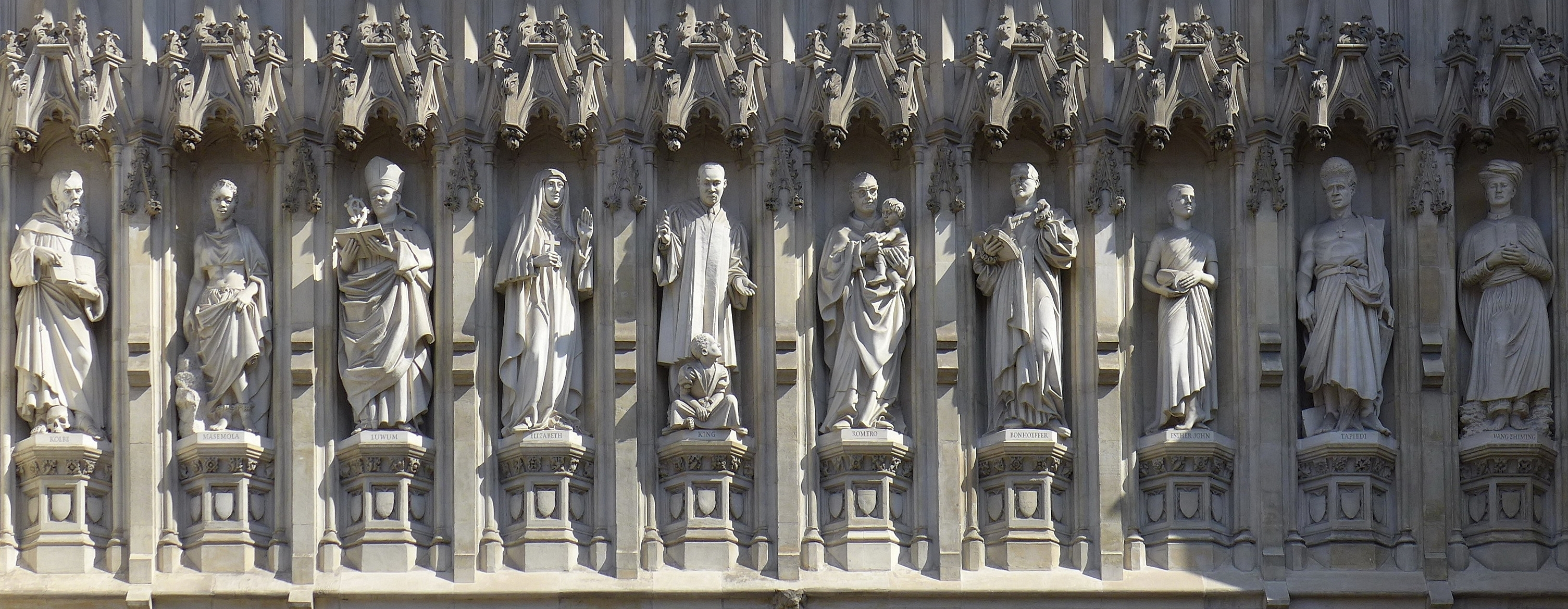
「20世紀の殉教者」10人の像（西の外壁面） 左からマキシミリアノ・コルベ、マンシュ・マセモラ、ヤナニ・ルアム、エリザヴェータ・フョードロヴナ、マーティン・ルーサー・キング・ジュニア、オスカル・ロメロ、ディートリヒ・ボンヘッファー、エスター・ジョン、ルシアン・タピエディ、王志明

## ウェストミンスター寺院に関する作品
- TROUTBECK, G. E. (1909). THE Children’s Story of Westminster Abbey. プロジェクト・グーテンベルク
- ワシントン・アーヴィング『ウェストミンスター寺院』- 1818年の短編集『スケッチ・ブック』の中の随想録[3]。
- Singleton, Esther (1912). How to Visit the English Cathedrals. プロジェクト・グーテンベルク